# Windmotor Ilpendam
De Windmotor Ilpendam is een poldermolen aan de Achter Kanaalweg nabij de Noord-Hollandse plaats Ilpendam, in de gemeente Landsmeer. De molen is een Amerikaanse windmotor van de firma Bakker uit IJlst en was voorzien van een waaierpomp, die inmiddels is verwijderd.
De windmotor is in 2002 buiten bedrijf gesteld. De bemaling is overgenomen door een elektrisch aangedreven pomp.
In 2014 sloeg deze molen op hol, en waaide hij aan stukken.